# Mendel (cràter)

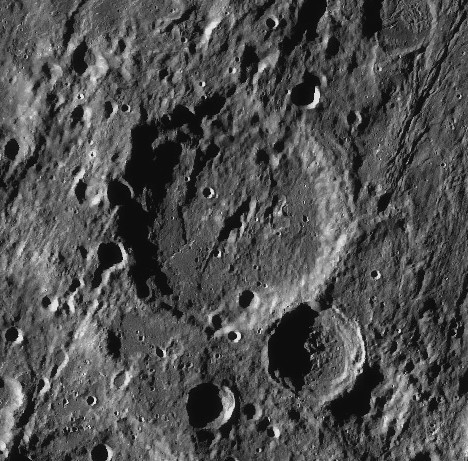
Fotografia de la missió Lunar Reconnaissance Orbiter

Mendel és un gran cràter d'impacte pertanyent a la cara oculta de la Lluna. Es troba a la franja sud de l'enorme faldilla de materials ejectats que envolta la conca d'impacte de la Mare Orientale. Al sud-sud-oest de Mendel es troba Lippmann, un cràter encara més gran.
|  |  |

Es tracta d'una formació desgastada i erosionada, amb diversos petits cràters sobre la seva vora. El més recent Mendel J està unit a la vora sud-est i comparteix part del brocal. El petit Mendel B per la seva banda toca la vora en el seu sector nord-est. Un parell de petits cràters també creuen la vora occidental. Parts de la paret interior de Mendel mostren signes de desgast, parcialment terraplenats i amb el seu perfil arrodonit. El sòl interior de Mendel mostra restes de materials i depressions que poden haver estat formades per ejeccions procedents de la formació de la Mare Orientale.
Aquest cràter es troba en el marge occidental de la Conca Mendel - Rydberg, una depressió de 630 km de llarg formada per un gran impacte durant el Període Nectarià. La conca porta el nom del cràter Mendel i del cràter Rydberg, una formació més petita situada a l'est de Mendel.

## Cràters satèl·lit
Per convenció aquests elements són identificats en els mapes lunars posant la lletra en el costat del punt central del cràter que està més prop de Mendel.
|        | \| Mendel \| Coordenades \| Diàmetre \| \| ------ \| -------------------------------------- \| -------- \| \| B \| 46° 30′ S, 107° 42′ O / 46.5°S,107.7°O \| 18 km \| \| J \| 51° 36′ S, 107° 24′ O / 51.6°S,107.4°O \| 58 km \| \| V \| 46° 42′ S, 116° 42′ O / 46.7°S,116.7°O \| 66 km \| |          |
| Mendel | Coordenades | Diàmetre |
| B      | 46° 30′ S, 107° 42′ O / 46.5°S,107.7°O | 18 km    |
| J      | 51° 36′ S, 107° 24′ O / 51.6°S,107.4°O | 58 km    |
| V      | 46° 42′ S, 116° 42′ O / 46.7°S,116.7°O | 66 km    |